# حجينة عطرة
حُجَيْنَة عطرة  نوع من الحجينة. عشبة دوفصية سبروتية. أوراقها قليلة من 3 إلى 4، لونها إلى الخضار الألعس، نصلها قدي يطول من 20 إلى 30 سم ويعرض من 15 إلى 20 مم. شمراخها يرتفع نحو 20 سم. أزهارها حمراء سفعية المُواج. تنويرها يستمر طوال شهر آب.